# Sala taneczna w Arles
Sala taneczna w Arles (hol. De danszaal, ang: The Dance Hall in Arles) – tytuł obrazu olejnego (nr kat.: F 547, JH 1652) namalowanego przez Vincenta van Gogha w grudniu 1888 podczas jego pobytu w miejscowości Arles.

## Historia i opis
23 października 1888 Paul Gauguin przyjechał do Arles, aby wspólnie z Vincentem van Goghiem realizować marzenia o wspólnym studio na południu Francji. Malowali razem do połowy grudnia, ale ich entuzjazm szybko przygasł, gdy ich różne osobowości zderzyły się ze sobą. Paul Gauguin uwielbiał odwiedzać lokale taneczne i zadawać się z prostytutkami. Mieszkając w Arles również oddawał się tej rozrywce, a Vincent van Gogh podążał za nim, choć tego typu życie właściwie go nie interesowało. 
Obraz Sala taneczna w Arles ukazuje przypuszczalnie wieczór w Folies-Arlésiennes – sali tanecznej przy Boulevard des Lices. Wpływ Gauguina jest tu wyraźny, ponieważ van Gogh skrupulatnie zastosował zasady syntetyzmu i cloisonizmu, wypracowane przez jego przyjaciela w Pont-Aven, przejawiające się w jednolitych barwach, kładzionych grubymi pociągnięciami pędzla. Wyraźne są też odniesienia do sztuki japońskiej, widoczne w niezwykłym wypiętrzeniu perspektywy i w dziwnym, dekoracyjnym pierwszym planie, na którym dominują zakrzywione, konturowe linie. Poprzez mnogość postaci, różnorodność stylu ich ubiorów i sposobu noszenia artysta umiejętnie oddał uczucie tłoku i kolorystycznego nasycenia. Z prawej strony widoczna jest Augustine Roulin, która samotnie odwraca się w stronę widza, a jej twarz zdaje się wyrażać klaustrofobiczny strach. W tej ciepłej i wypełnionej tłumem scenie artysta nie ukazał tyle radości życia, co np. Toulouse-Lautrec, dla którego podobne miejsca stanowiły drugi dom.
Sala taneczna w Arles należy do grupy obrazów namalowanych przez van Gogha z pamięci; oprócz niego są to: Siewca III, Widzowie na arenie w Arles i Wspomnienie ogrodu w Etten. Artysta malując je przestrzegał zasady Gauguina: 
Sztuka jest abstrakcją, musisz ją wyprowadzić z natury, tak jak marzysz i myśleć bardziej o swojej kreatywności i o tym co z niej powstanie, niż o samej rzeczywistości.